# Campiglossa lhommei
Campiglossa lhommei este o specie de muște din genul Campiglossa, familia Tephritidae. A fost descrisă pentru prima dată de Erich Martin Hering în anul 1936. Conform Catalogue of Life specia Campiglossa lhommei nu are subspecii cunoscute.